# La crociera della paura
La crociera della paura (Voyage of Terror) è un film per la televisione statunitense del 1998 diretto da Brian-Trenchard Smith.

## Trama
A bordo della nave da crociera Orion Star scoppia un'epidemia provocata da un enorme virus mortale. La scienziata Stephanie Tauber, con la figlia, è tra i passeggeri. Il presidente degli Stati Uniti, dopo aver provocato la quarantena della nave, decide di incaricare Tauber di prendere il controllo della situazione. Così la nave diventa un laboratorio dove la donna cerca il vaccino per debellare l'epidemia. Ma i passeggeri della nave cominciano a morire, il consigliere del Presidente sfrutta la disgrazia per mettere in cattiva luce il capo e ostacolare la situazione.